# Cartouche (bande dessinée)
Pour les articles homonymes, voir Cartouche.
Cartouche est une série de bande dessinée publiée en petit format, inspirée de la vie du brigand Louis Dominique Cartouche. Réalisée par Jean Ollivier au scénario et par Eduardo Coelho au dessin, la série paraît de 1964 à 1966.

## Parution
Après Biorn le Viking créé pour l'éditeur Aventures et Voyages, le duo Jean Ollivier-Eduardo Coelho réalise une nouvelle série pour un petit format. Mais cette fois-ci c'est pour le tout nouvel éditeur Jeunesse et Vacances, créé par Lucienne Fonvielle, une ancienne d'Aventures et Voyages, qui après avoir démissionné, sollicite les deux auteurs qu'elle connaît bien pour créer la série-phare d'une nouvelle revue.
Cartouche est la série principale de la revue du même nom créée en 1964. Pourtant popularisé par le film de Philippe de Broca sorti deux ans plus tôt, le mensuel Cartouche ne fonctionne pas et ne connaît que sept numéros et s'interrompt en mars 1965. Un huitième numéro est annoncé, avec l'aventure L'Équipée de Montrouge, mais n'est jamais publié.
La série est reprise un an plus tard, en 1966, chez le même éditeur mais dans un autre périodique, le trimestriel Robin des Bois Spécial dans lequel les trois derniers épisodes, dont L'Équipée de Montrouge, paraissent. Le dernier épisode Mission dans les Flandres est dessiné par Gaston Jacquement et non par Coelho. Un onzième épisode est annoncé, Le Moulin de Marcienne, mais ne paraît pas.
La série s'arrête en 1966 mais est rééditée par la suite dans d'autres publications de Jeunesse et Vacances : Don Z, Kali et Zora.

## Histoire
Cartouche et sa "coterie" défendent les plus faibles et résistent au pouvoir royal, notamment en s'opposant au lieutenant de police.
L'histoire se déroule à Paris à la fin des années 1710, sous la régence du duc d'Orléans.

## Personnages
Les membres de la bande à Cartouche sont : Trubert dit Taille-Fer, ancien chirurgien, Gros-Cousin, le bateleur Grattelard et Robert Garguille, ancien clerc de procureur, qui garde le repère de la bande à la Courtille. Les ennemis de Cartouche sont le lieutenant général de police Mr de Croizille, le lieutenant du guet Hector Bragance et l'inspecteur de la prévôté Cardinal.

## Publications

### Cartouche
- Bandeau-titre de la revue (dessin de Coelho), Cartouche n°1, 15 septembre 1964.
- Couverture couleur (dessin de Coelho), Cartouche Géant album n°2, décembre 1965[2].

| N° de publication | Titre                     | Longueur                 | Date de publication | Reprises            |
| ----------------- | ------------------------- | ------------------------ | ------------------- | ------------------- |
| Cartouche 1       | La Coquille d'or          | 30 planches + couverture | 15/09/1964          | Don Z 11 et Kali 36 |
| Cartouche 2       | Cartouche s'en mêle       | 30 planches + couverture | 15/10/1964          | Don Z 12            |
| Cartouche 3       | Cartouche et le testament | 30 planches + couverture | 15/11/1964          | Don Z 14            |
| Cartouche 4       | Cartouche ouvre le bal    | 30 planches + couverture | 15/12/1964          | Don Z 15            |
| Cartouche 5       | Seul contre tous          | 31 planches + couverture | 15/01/1965          | Don Z 16            |
| Cartouche 6       | La Tour, prends garde !   | 30 planches + couverture | 15/02/1965          | Don Z 17            |
| Cartouche 7       | La Rose d'or              | 30 planches + couverture | 15/03/1965          | Don Z 18            |

- Cartouche Géant, album n°1 (reprend les n°1-2-3-4), septembre 1965.
- Cartouche Géant, album n°2 (reprend les n°5-6-7), décembre 1965.

### Robin des Bois Spécial
| N° de publication        | Titre                     | Dessinateur       | Longueur    | Date de publication | Reprises |
| ------------------------ | ------------------------- | ----------------- | ----------- | ------------------- | -------- |
| Robin des Bois Spécial 1 | L'Équipée de Montrouge    | Eduardo Coelho    | 30 planches | 03/1966             | Don Z 19 |
| RdB Spécial 3            | Royal Picardie            | Eduardo Coelho    | 30 planches | 09/1966             |          |
| RdB Spécial 4 (?)        | Mission dans les Flandres | Gaston Jacquement | 30 planches | 12/1966             | Zora 30  |

#### Robin des Bois
- Cartouche présente Cartouche (dessin de José Riera), annonce de la revue et de la série, Robin des bois n°3[5], 15 novembre 1964.

## Traductions
- Portugais : Cartouche, traduit et publié dans Mundo de Aventuras (pt)[6] :
  - A Concha de ouro (La Coquille d'or), n°174, 27 janvier 1977
  - Cartouche diverte-se (Cartouche s’en mêle), n°193, 9 juin 1977 (republié en 1981 dans le HS Selecções do Mundo de Aventuras nº 241).
  - O Testamento (Cartouche et le testament), n°224, 12 janvier 1978
  - Cartouche abre o baile (Cartouche ouvre le bal), n°254, 10 août 1978
  - Só contra todos (Seul contre tous), n°308, 30 août 1979
  - Em guarda, la Tour (La Tour, prends garde !), n°340, 10 avril 1980
  - A Moeda de ouro (La Rose d'or), n°485, 27 janvier 1983

## Documentation
- (fr) Louis Cance, « Cartouche » (la revue), rubrique "Plein les poches", dans Hop ! n°88, 2000 (compléments dans le n°90, 2001).
- (fr) Gérard Thomassian, Encyclopédie Thomassian des bandes dessinées, T.5 : Jeunesse et Vacances, chap. "Cartouche (1964-65)" pp. 21-26, Fantasmak Éditions, 2018
- (pt) Paulo, « Séries de que eu gosto (6) - Cartouche », sur bddesempre.blogspot.fr, 22 juin 2008 (consulté le 15 juillet 2014).